# Jordanow-Nunatak
Der Jordanow-Nunatak (bulgarisch Йорданов нунатак Jordanow nunatak) ist ein 800 m hoher Nunatak an der Oskar-II.-Küste des Grahamlands auf der Antarktischen Halbinsel. Am Ufer der Borima Bay ragt er 6,9 km südwestlich des St. Angelariy Peak, 8,82 km westlich des Diralo Point sowie 10,55 km nordwestlich des Caution Point zwischen dem Jorum- und dem Minsuchar-Gletscher auf.
Britische Wissenschaftler kartierten ihn 1976. Die bulgarische Kommission für Antarktische Geographische Namen benannte ihn 2012 nach dem Ingenieur Jordan Jordanow, ab 2001 Mitarbeiter, später Leiter der bulgarischen St.-Kliment-Ohridski-Station auf der Livingston-Insel.